# Stenobothrus eurasius
Stenobothrus eurasius es una especie de saltamontes de la subfamilia Gomphocerinae, familia Acrididae. Esta especie se distribuye en Europa Oriental y en Asia septentrional.

## Subespecies
Las siguientes subespecies pertenecen a la especie Stenobothrus eurasius:
- Stenobothrus eurasius bohemicus Maran, 1958
- Stenobothrus eurasius eurasius Zubovski, 1898
- Stenobothrus eurasius hyalosuperficies Voroncovskij, 1927
- Stenobothrus eurasius macedonicus Willemse, 1974
- Stenobothrus eurasius slovacus Maran, 1958